# Tweede Concilie van Lyon
Het Tweede Concilie van Lyon vond plaats van 7 mei tot 17 juli 1274 in de cathédrale Saint-Jean-Baptiste-et-Saint-Étienne in Lyon. Dit concilie wordt in de Rooms-Katholieke Kerk beschouwd als het 14e oecumenische concilie. Paus Gregorius X riep dit concilie bijeen.
Al in 1272 maakt de paus plannen voor het bijeenroepen van een concilie. Het Tweede Concilie van Lyon is onder andere van belang vanwege de poging tot hereniging met de oosters-orthodoxe kerken. Sinds 1054 bestond tussen deze kerk en de katholieke kerk het Oosters Schisma. De hereniging bleek echter van korte duur.
De paus probeerde tijdens het concilie ook de strijd te beëindigen tussen Welfen en Ghibellijnen die in Italië grote verdeeldheid zaaide. Het concilie kondigde verder strengere regels af voor de pauskeuze in een conclaaf. Tussen 1268 en 1271 was de pauszetel namelijk drie jaar onbezet gebleven door onenigheid onder de kardinalen. Een conclaaf voorkomt een zogeheten sedisvacatie met onnodige duur. Tevens maakte men plannen voor een volgende kruistocht.
Ook werd tijdens dit concilie voor het eerst de doctrine van het vagevuur vastgesteld.
Het conciliaire decreet Usurarum voraginem (canon VI 5.5.1) schreef de uitdrijving van buitenlandse woekeraars voor en maakte excommunicaties en interdicten mogelijk om weigerachtige autoriteiten tot naleving te brengen. Lombarden en Cahorsijnen waren hiervan het slachtoffer, en weldra ook de Joden. 
Het concilie was mede voorbereid door de dominicaanse theoloog Thomas van Aquino, maar deze stierf onderweg naar het concilie. Aan het concilie namen bekende theologen als Albertus Magnus en Bonaventura deel. De laatste overleed tijdens het concilie.